# Czarna rada
Czarna rada (ukr. Чорна рада) – nazwa rady Kozaków zaporoskich, w której oprócz koła starszyzny kozackiej dużą rolę odgrywali przedstawiciele tzw. czerni, czyli szeregowych Kozaków i niższych warstw społecznych, gł. chłopów. Najbardziej znana czarna rada miała miejsce 17–18 czerwca 1663 roku koło Nieżyna.